# Batukarang
Batukarang is een bestuurslaag in het regentschap Karo van de provincie Noord-Sumatra, Indonesië. Batukarang telt 4842 inwoners (volkstelling 2010).